# Mucha ropuszanka
Mucha ropuszanka (Lucilia bufonivora) – groźny pasożyt obligatoryjny atakujący ropuchy oraz żaby. Samice składają jaja do jamy nosowej ropuchy, później wylęgają się z nich larwy o postaci czerwia. Umiejscawiają się one w oczodołach tudzież otworach nosowych i stopniowo wyjadają ciało żywiciela, który ginie po kilku dniach.